# Утаґава Тойохару
Утаґава Тойохару (бл. 1735, Тойоока, провінція Тадзіма — 1814) — японський художник періоду Едо. Засновник школи Утаґава. Мав творчі псевдоніми Ітірюсай, Сенрюсай і Содзіро.

## Життєпис
Народився близько 1735 у місті Тойоока в провінції Тадзіма. Замолоду перебрався до Кіото, де вивчав живопис у школі Кано у Цуруцава Танґея, пізніше захопився ксилографією.
У 1763 переїздить до Едо, де навчався у Торіяма Секіена і Нісімура Сіґенаґи. Деякі дослідники вважають його вчителем також Судзукі Харунобу, стиль якого, на їхню думку, помітний у жанрі бідзіна-га у виконанні Тойохару. Походження імені художника Тойохару невідомо (можливо, походить від справжнього імені вчителя Торіяма Секіена — Тойофуса), прізвище Утаґава («пісня річки») утворилося від назви району в Едо, в якому мешкав художник.
З 1768 почав випускати гравюри для друкованих видань укійо-е. Уславився завдяки пейзажним «зображенням, що пливують» і відомих місць, а також копіями західних і китайських картин.
З 1780-х присвятив себе виключно живопису. Став випускати афіші для театру Кабукі. Школа Утагава стала лідером в укійо-е в XIX столітті.
У 1796 очолював митців, що займалися реставрацією Святилища Тосьо. Його учнями були Утаґава Тойокуні і Утаґава Тойхіро.
Помер у 1814, похований у монастирі Хонкьо-дзі.

## Творчість
Починав з жанрів бідзіна-га (зображення красунь)) і якуся-е (зображення акторів), які не принесли йому популярність. Відомо 15 робіт у жанрі бідзінга, гравюри створено у форматі хасіра-е (73х13 см). Одним з найбільш відомих прикладів роботи Тойохару в цьому стилі є збірка з чотирьох аркушів «Красуні Чотирьох сезонів». На них зображені три куртизанки вищого рангу, про що можна судити з їхніх розкішних багатошарових кімоно, зачісок з безліччю шпильок та сандалій на високій танкетці. Куртизанки віддаються традиційному японському проведення часу — милування природою. Навесні насолоджуються цвітінням сакури, влітку — сяючою місяцем, а взимку — білим снігом. У ньому закладено розуміння циклічності природи і одночасно цінності кожного моменту життя. Також значним доробком Утаґава Тойохару є гравюра «Вигляд вулиці Накано-со у кварталі Йошівара». Крім того, відомо багато малюнків Тойохару в жанрі якуся-е, які він створював у стилі Іппіцусай Бунтьо.
Близько з 1772 звернувся до нового для укійо-е напрямку — укі-е (перспективні зображення). Цей жанр ксилографії розвивався під впливом китайських видових гравюр мегане-е (які розглядали за допомогою спеціального пристрою з лінзою, що підкреслювало глибину простору), а потім голландських офортів. Він створює серію краєвидів європейських міст, комбінуючи елементи різних видів з голландських картин, щось додаючи від себе. Прикладом є робота «Сцена із зображенням європейського міста».
Був першим, хто перетворив пейзаж (фукейга) в самостійний предмет мистецтва укійо-е, а не лише фон для фігур або подій. Також став одним з перших створювати поліхромні (повнокольорові) гравюри укі-е. В роботах художник поєднував атрибути китайської і японської з європейською культурою. В цьому стилі створено гравюру «Дівчата, що розважаються у тіні вишневих дерев».